# 康沃尔岛

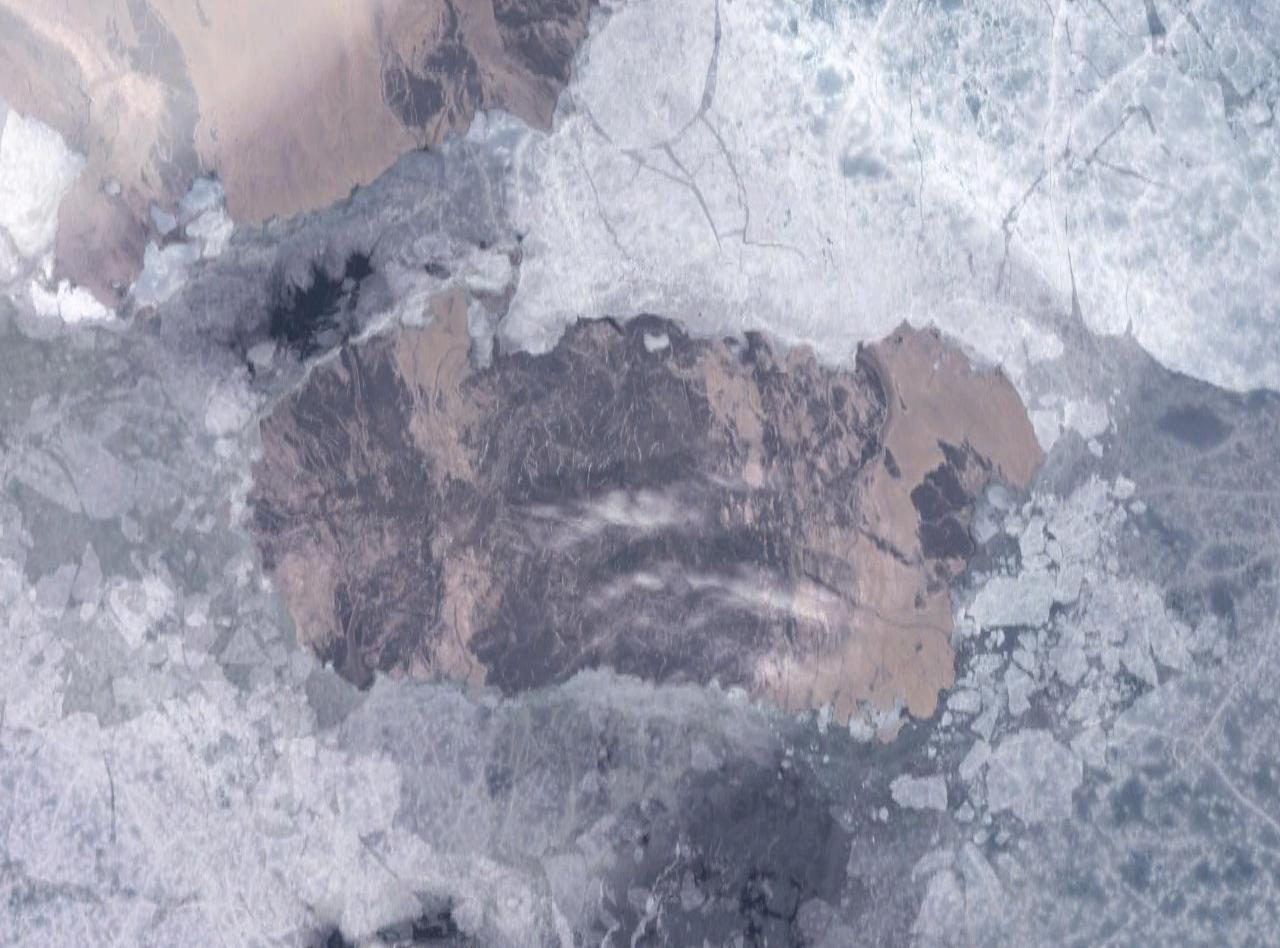
康沃尔岛的卫星图

康沃尔岛是一个属于加拿大努纳武特伊丽莎白女王群岛的岛屿。
康沃尔岛周边的岛屿为：西北为，南部为德文島，东北为阿克塞尔·海伯格岛，东部为埃尔斯米尔岛。
康沃尔岛面积1865平方公里，80千米长，13至39千米宽，最高处达约400米。
77°37′15″N 94°51′53″W / 77.62083°N 94.86472°W